# Finsetunnel
Der Finsetunnel (norwegisch Finsetunnelen) ist ein 10,3 km langer Eisenbahntunnel westlich des Bahnhofs Finse an der Bergensbane. Er liegt in der Gemeinde Ulvik in Vestland.

## Geschichte
Der Finsetunnel ist der längste aller Tunnel im Streckenverlauf der Bergensbane zwischen Hønefoss und Bergen. Die Arbeiten am Tunnel begannen 1990. Die offizielle Eröffnung durch König Harald V. erfolgte am 16. Mai 1993. Zudem ist er nach dem Lieråsen tunnel und dem Romeriksporten der drittlängste Eisenbahntunnel Norwegens. Mit den Betonüberbauten zur Sicherung vor Schneeverwehungen ist er 10.589 Meter lang.
Bevor der Tunnel gebaut wurde, verkehrten die Züge über die Gebirgsstrecke über Fagernut. Nach der Eröffnung konnte die Schneeräumbasis in Finse geschlossen werden, die Schneeräumtrupps werden seither von Geilo und Myrdal aus eingesetzt. Der höchste Punkt der Bergensbane befindet sich im Tunnel und liegt 1237,2 moh. (deutsch Meter über dem Meeresspiegel). Bevor der Tunnel gebaut wurde, lag der höchste Punkt der Strecke bei 1.301 moh. Durch den Tunnel wurde der Streckenverlauf um 4,5 Kilometer verkürzt, die Reisezeit um acht bis zehn Minuten reduziert.
Nach der Eröffnung des Tunnels wurde ein elf Kilometer langer Streckenabschnitt östlich von Finse ausgebaut und gegen Schneeverwehungen geschützt, um eine höhere Reisegeschwindigkeit zu erreichen.
2004 wurde der Tunnel in einem Bericht, der potentielle Sicherheitsprobleme in mehreren norwegischen Tunneln aufgrund seiner Länge und des schwierigen Zugangs für Retter aufzeigt, aufgeführt. Nach diesem Bericht hat der Tunnel Mängel bei der Sicherheitsausrüstung, der Notbeleuchtung, Kommunikationsmöglichkeiten und Fluchtwegen. Der Bericht kritisierte zudem den Mangel an Katastrophenübungen und die Möglichkeiten zur Evakuierung des Tunnels bei Feuer.